# 本山一雄
本山 一雄(もとやま かずお、1926年1月1日 - 2019年7月13日）は、日本の経営者。横浜ゴム社長、会長を務めた。東京都出身。

## 経歴
1949年に東京大学経済学部を卒業し、同年に橫濱護謨製造(のちの横浜ゴム)に入社。1980年3月に取締役に就任し、1984年3月に常務を経て、1987年3月に社長に就任。1993年3月に会長に就任し、1999年6月には相談役に就任。
1990年11月に藍綬褒章を受章し、1996年4月に勲三等旭日中綬章を受章した。
2019年7月13日、心不全のために死去。93歳没。